# 乐山县 (四川省)
乐山县，中国旧县名，在今四川省乐山市境内。
清朝初期，为嘉定直隶州辖区。一说康熙十二年（1673年），另说在雍正十二年（1734年），升嘉定直隶州为嘉定府，以其地置乐山县，为嘉定府治所，评价：衝、繁。《嘉定府志》称“以县境内有至乐山为名”，但至乐山在县境何处，历代说法不一。
辛亥革命后，废县留府，嘉定府辖区仅余原乐山县地。民国二年（1913年），府废，复置乐山县。1949年11月，中国人民解放军第二野战军发起西南战役，逐渐占领四川全省。12月16日，中国人民解放军第16军所辖第47师、第48师进占乐山县城，中华民国政府对此地的管辖结束。1949年后，属乐山专区。1959年，五通桥市并入乐山县。1962年，划出五通桥市。1978年，乐山县与五通桥区合并，设立乐山市（县级市）。1985年后，属地级乐山市。